# Mageina Tovah
Mageina Tovah Begtrup (Honolulu, 26 juli 1979) is een Amerikaanse actrice. Ze speelde onder meer Glynis Figliola in de televisieserie Joan of Arcadia en Ursula Ditkovich, de verlegen dochter van Peter Parker/Spider-Man's huisbaas in zowel Spider-Man 2 als Spider-Man 3.
Tovah speelde eenmalige gastrollen in onder meer Buffy the Vampire Slayer, NYPD Blue, Six Feet Under, Boston Public, Strong Medicine, Private Practice en Bones.

## Filmografie
- Eliza Sherman's Revenge (2017)
- Decoding Annie Parker (2013)
- The Factory (2012)
- Dream from Leaving (2008)
- The Walking Wounded (2008)
- Live! (2007)
- Spider-Man 3 (2007)
- Bickford Shmeckler's Cool Ideas (2006)
- Dark Heart (2006)
- Failure to Launch (2006)
- Waterborne (2005)
- Do Geese See God? (2004)
- The SpongeBob SquarePants Movie (2004)
- Sleepover (2004)
- Spider-Man 2 (2004)
- Y.M.I. (2004)
- Hope Abandoned (2003)
- The Pool at Maddy Breaker's (2003, televisiefilm)
- Reflections of Evil (2002)
- Dine & Shine (2002)
- Virus Man (2001)

## Televisieseries
*Exclusief eenmalige gastrollen
- The Magicians - Bibliothecaresse (2016-2019, 19 afl.)
- You're the Worst - Amy Cadingle (2015, zes afl.)
- Hung - Christina (2010-2011, drie afl.)
- The Shield - Farrah (2004-2008, twee afleveringen)
- Joan of Arcadia - Glynis Figliola (2003-2005, 23 afleveringen)